# (3544) Borodino
(3544) Borodino ist ein Asteroid des Hauptgürtels, der am 7. September 1977 vom russischen Astronomen Nikolai Stepanowitsch Tschernych am Krim-Observatorium in Nautschnyj (IAU-Code 095) entdeckt wurde.
Der Asteroid wurde nach dem russischen Ort Borodino in der Nähe von Moskau benannt, bei dem am 7. September 1812 die Schlacht bei Borodino zwischen der von Napoleon geführten französische Grande Armée und der russischen Armee unter General Kutusow stattfand.